# Gasteria bicolor

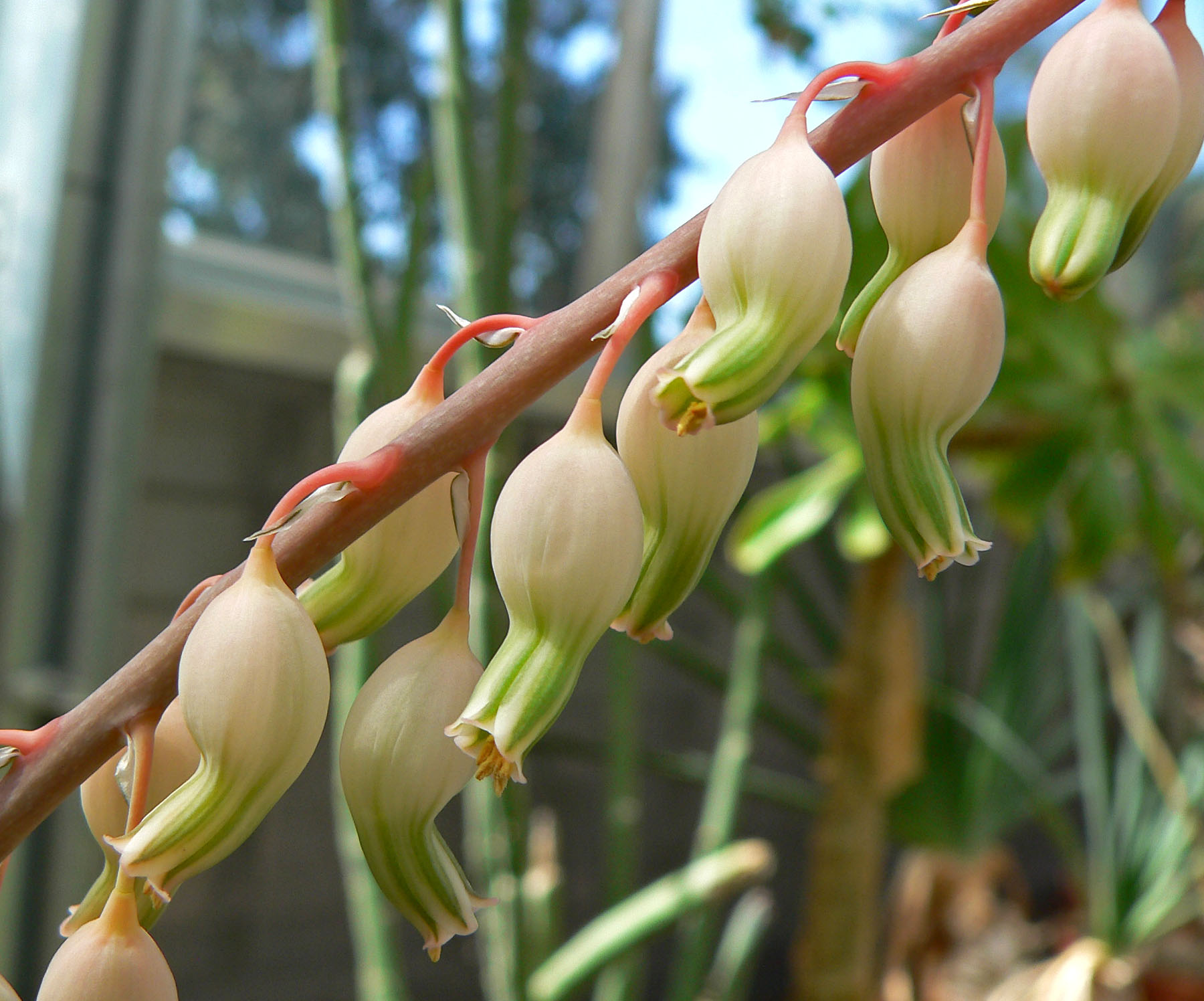
Blüten

Gasteria bicolor ist eine Pflanzenart der Gattung Gasteria in der Unterfamilie der Affodillgewächse (Asphodeloideae).

## Beschreibung

### Vegetative Merkmale
Gasteria bicolor wächst stammbildend, ist niederliegend bis aufrecht und erreicht eine Wuchshöhe von 8 bis 50 Zentimeter. Sie sprosst von der Basis aus und bildet kleine Gruppen. Das belaubte Stämmchen erreicht eine Länge von bis zu 20 Zentimeter. Die aufrecht ausgebreiteten, leicht sichelförmigen, bandförmigen bis linealischen Laubblätter sind zweizeilig am Trieb angeordnet oder bilden eine Rosette. Die dunkelgrüne Blattspreite ist 8 bis 46 Zentimeter lang und 1,5 bis 6 Zentimeter breit. Sie ist dicht mit weißen Flecken bedeckt, die in undeutlichen diagonalen Streifen angeordnet sind. Sind die Blätter spiralförmig angeordnet, dann sind sie asymmetrisch gekielt. Die Epidermis ist glatt und nur selten leicht rau. Der fein gesägte und manchmal ganzrandige Blattrand ist knorpelig. Die stumpf gerundete Blattspitze ist selten zugespitzt und besitzt eine asymmetrische Spitze. Junge Blätter sind spreizend oder aufrecht ausgebreitet, bandförmig, rau, stumpf gerundet und tragen ein aufgesetztes Spitzchen.

### Blütenstände und Blüten
Der Blütenstand ist selten einfach und weist bis zu acht aufrecht ausgebreitete Zweige auf. Er erreicht eine Länge von 10 bis 150 Zentimeter. Die hellrosafarbene, selten weiße Blütenhülle ist 12 bis 20 Millimeter lang. Ihr bauchiger Teil ist kugelförmig bis kugelförmig-ellipsoid. Er erstreckt sich über mehr als die Hälfte der Länge der Blütenhülle und weist einen Durchmesser von 6 bis 9 Millimeter auf. Darüber verengt sie sich abrupt zu einer weißen, grün gestreiften Röhre mit einem Durchmesser von 3 bis 4 Millimeter.
Die Blütezeit ist das Frühjahr.

### Früchte und Samen
Die Früchte sind 10 bis 25 Millimeter lang und 6 bis 10 Millimeter breit. Sie enthalten 2 bis 4 Millimeter lange, längliche bis dreieckige Samen.

## Systematik und Verbreitung
Gasteria bicolor ist in Südafrika verbreitet.
Die Erstbeschreibung durch Adrian Hardy Haworth wurde 1826 veröffentlicht.
Es werden folgende Varietäten unterschieden:
- Gasteria bicolor var. bicolor
- Gasteria bicolor var. fallax (Haw.) van Jaarsv.[2]
- Gasteria bicolor var. liliputana (Poelln.) van Jaarsv.

Es sind zahlreiche Synonyme bekannt.

## Nachweise